# Roman Wladimirowitsch Rasskasow
Roman Wladimirowitsch Rasskasow (russisch Роман Владимирович Рассказов, engl. Transkription Roman Rasskazov; * 28. April 1979 in Kowylkino, Mordwinien) ist ein russischer Geher. 2001 wurde er Weltmeister im 20-km-Gehen.

## Karriere
Roman Rasskasow war 1998 Juniorenweltmeister im 10.000-Meter-Bahngehen geworden. Von 1999 bis 2001 wurde er russischer Meister im 20-km-Gehen. Im Jahr 2000 stellte er mit 1:17:46 h die Weltbestleistung auf der 20-Kilometer-Strecke ein und wurde bei den Olympischen Spielen 2000 in Sydney in 1:20:57 h Sechster.
Bei den Weltmeisterschaften 2001 in Edmonton waren vier russische Geher am Start, weil der Titelverteidiger Ilja Markow automatisch qualifiziert war. Während Wladimir Andrejew disqualifiziert wurde, konnten sich die anderen drei vom Feld absetzen und kamen gemeinsam im Stadion an. Im Ziel hatte Roman Rasskasow mit 1:20:31 h einen äußerst knappen Vorsprung auf Ilja Markow (1:20:33 h) und den achtzehnjährigen Wiktor Burajew (1:20:36 h). Vierter wurde der Australier Nathan Deakes in 1:20:55 h.
Zwei Jahre später bei den Weltmeisterschaften 2003 in Paris war es für die Geher ausnahmsweise relativ kühl, so dass sechs der zehn Erstplatzierten ihre persönlichen Rekorde verbessern konnten. Jefferson Pérez aus Ecuador ging in 1:17:21 h neue Weltbestleistung. Er unterbot die alte Bestleistung des Spaniers Francisco Javier Fernández um eine Sekunde. Fernández wurde in 1:18:00 h Zweiter und Rasskasow lag mit 1:18:07 h als Dritter nur wenige Meter hinter dem Spanier.
Bei einer Körpergröße von 1,86 m beträgt Rasskasows Wettkampfgewicht 64 kg.

## Bestzeiten
- 10 km Straßengehen: 37:11 min (2000)
- 20 km Straßengehen: 1:17:46 h (2000)